# Hexatoma (Eriocera) hilpa
Hexatoma (Eriocera) hilpa is een tweevleugelige uit de familie steltmuggen (Limoniidae). De soort komt voor in het Palearctisch en Oriëntaals gebied.